# Путна (Сучава)
Путна (рум. Putna) — село у повіті Сучава в Румунії. Входить до складу комуни Путна.

## Географія
Село розташоване на відстані 383 км на північ від Бухареста, 53 км на північний захід від Сучави.

## Історія
1466 року молдавський воєвода Штефан III заснував у селищі Путнянський монастир. За часів Молдовського князівства містом керував Староста Путни, якого призначав Господар.
За переписом 1900 року в селі Путна Радівецького повіту були 405 будинків, проживав 2561 мешканець: 63 українці, 1280 румунів, 538 німців, 462 євреї, 183 поляків та 7 осіб інших національностей.
6 липня 1940 року радянські війська спробували захопити Путну і приєднати її до Української РСР, але атака була відбита румунськими військами.

## Населення
За даними перепису населення 2002 року у селі проживали 2414 осіб. Рідною мовою 2409 осіб (99,8%) назвали румунську.
Національний склад населення села:
| Національність | Кількість осіб | Відсоток |
| -------------- | -------------- | -------- |
| румуни         | 2400           | 99,4%    |
| німці          | 8              | 0,3%     |